# الهیات باستان
الهیات پریسکا یا الهیات باستان (انگلیسی: Prisca theologia) آموزه‌ای است که از وجود یک الهیات واحد و واقعی که در تمام ادیان جریان دارد و در قدیم توسط خدا به انسان‌ها داده شده‌است، حمایت می‌کند.

## تاریخچه
به‌نظر می‌رسد اصطلاح الهیات پریسکا اولین بار توسط مارسیلیو فیچینو در قرن پانزدهم استفاده شده‌است. فیچینو و جیووانی پیکو دلا میراندولا تلاش کردند آموزه‌های کلیسای کاتولیک را با استفاده از نوشته‌های الهیات پریسکا اصلاح کنند، و معتقد بودند این الهیات واحد در فلسفه نوافلاطونی، هرمسیه، و اوراکل‌های کلدانی در میان منابع دیگر منعکس شده‌است.
... [فیچینو] خود را عضوی از یک سلسله مفسر ارجمند می‌دید که به ذخایر خردی که خدا اجازه داد به تدریج آشکار شود، می‌افزاید. هر یک از این «الاهی‌دانان باستانی» یا «الهیات باستانی» نقش خود را در کشف، مستندسازی و تشریح حقیقت مندرج در نوشته‌های افلاطون و دیگر حکیمان باستان ایفا می‌کردند، حقیقتی که شاید این حکیمان به‌طور کامل به آن توجه نکرده بودند. محرمانه، مانند ظروف حقیقت الهی عمل می‌کنند.
اندیشه روشنگری، مانند الهیات پریسکا تمایل داشت که همه دین را به‌عنوان تغییرات فرهنگی در یک موضوع مشترک ببیند، و تمایل داشت که الهیات پریسکا را همراه با بقیه ادیان وحیانی تحقیر کند. دکترین یک الهیات پریسکا، توسط چلیپای گلگون وجود دارد.
الهیات پریسکا به مفهوم خرد جاویدان مربوط می‌شود، اما تفاوت اساسی‌اش این است که تصور می‌شود که الهیات پریسکا فقط در دوران باستان به‌شکل خالص وجود داشته‌است و از آن زمان تاکنون دچار افول مداوم شده‌است. اما خرد جاویدان بر این است که «دین واقعی» به‌طور دوره‌ای در زمان‌ها، مکان‌ها و اشکال مختلف، حتی در دوران مدرن، خود را نشان می‌دهد. با این حال، هر دو مفهوم یک دین واقعی منحصربه‌فرد را فرض می‌کنند و تمایل دارند در مورد ویژگی‌های اساسی آن توافق داشته باشند.